# Serra de Collcardús
La serra de Collcardús és una serra situada entre els municipis de Viladecavalls i de Vacarisses a la comarca del Vallès Occidental, amb una elevació màxima de 639 metres al Cap del Ros.